# John Murray (1768-1827)
Pour les articles homonymes, voir John Murray et Murray.
John Murray, né vers 1768 et mort le 15 octobre 1827, 8e baronnet, est un général et homme politique britannique qui a participé à la guerre d'Espagne.

## Premières années
Il est le fils aîné de Sir Robert Murray, 6e baronnet (mort en 1771), et de sa seconde femme, Susan, fille de John Renton de Lamberton.
Murray sert aux Indes de 1801 à 1805. Il y rencontre le jeune Arthur Wellesley qui s'accommode difficilement de l'alternance de torpeurs et d'activité fébrile de Murray.

## En Espagne
Lors de la seconde bataille de Porto, en 1809, Murray commande une brigade de l'armée de Wellington. Cette unité de plus de 2 900 hommes est renforcée de deux escadrons de cavalerie et chargée par Wellington de couper la retraite des Français. Conformément à ses instructions, Murray franchit le Douro à cinq kilomètres à l'est de Porto. Il, ne parvient cependant pas à accrocher sérieusement le corps du maréchal Soult pendant sa retraite vers l'Espagne, ce qui lui vaut d'être qualifié d'« officier stupide et irrésolu » par l'historien Michael Glover.
Il quitte le Portugal peu après, pour ne pas avoir à servir sous les ordres de William Carr Beresford, officier plus jeune que lui, mais plus gradé. Il devient le 8e baronnet Murray de Dunerne en 1811.
Le 31 juillet 1812, une armée anglo-sicilienne de 8 000 hommes aux ordres de Thomas Maitland débarque à Alicante. Déçu par l'attitude attentiste de Maitland, Wellington demande son remplacement à la fin 1812, et c'est Murray qui obtient son commandement. Au début de 1813, à la suite de différents renforts, il commande à environ 18 000 anglo-siciliens et est assisté par deux armées espagnoles totalisant environ 8 000 hommes.
En avril 1813, Murray lance une offensive contre l'armée d'Aragon du maréchal Suchet mais est stoppé à la bataille de Castalla.

### Le fiasco de Tarragone
En juin 1813, il dirige une attaque contre la ville de Tarragone, aux mains des Français depuis 1811. Après avoir mis le siège devant la place, il panique en apprenant l'arrivée des armées de secours qui le prennent en tenaille. Il ordonne le rembarquement des troupes et abandonne son commandement à Lord Bentinck.
Il passe pour cela en cours martial à la fin de la guerre, mais est acquitté de tous les chefs d'accusation sauf de celui portant sur l'abandon de l'artillerie de siège.

## Carrière politique
John Murray est député aux communes de 1811 à 1818 pour la circonscription de Weymouth et Melcombe Regis.
Il meurt le 15 octobre 1827.